# Ivan Vargić
Ivan Vargić (Đakovo, 15 de março de 1987) é um futebolista croata que atua como goleiro. Atualmente defende o Lazio.

## Carreira
Ivan Vargić fez parte do elenco da Seleção Croata de Futebol da Eurocopa de 2016.